# Шепітсько-Брустурський Гук
Ше́пітсько-Брусту́рський Гук — водоспад в Українських Карпатах (масив Покутсько-Буковинські Карпати). Розташований у межах Косівського району Івано-Франківської області, на південний захід від центральної частини села Шепіт. 
Висота водоспаду — 8 м. Утворився в місці, де маловодний потічок (притока Брустурки) майже прямовисно падає зі стрімкої скелі. Водоспад легкодоступний, проте маловідомий. 

## Цікаві факти
- Узимку під час морозів струмені водоспаду утворюють крижані «сталактити», які роблять його дуже мальовничим.
- Скеля, на якій утворився водоспад, має цікаву геологічну будову: вона складена частково з дрібноритмічного флішу і частково з пісковиків.
- Неподалік розташовані ще два водоспади: Шепітський Гук (заввишки 5 м) і Шепітський Гук Малий (заввишки 1,5 м).

## Світлини та відео

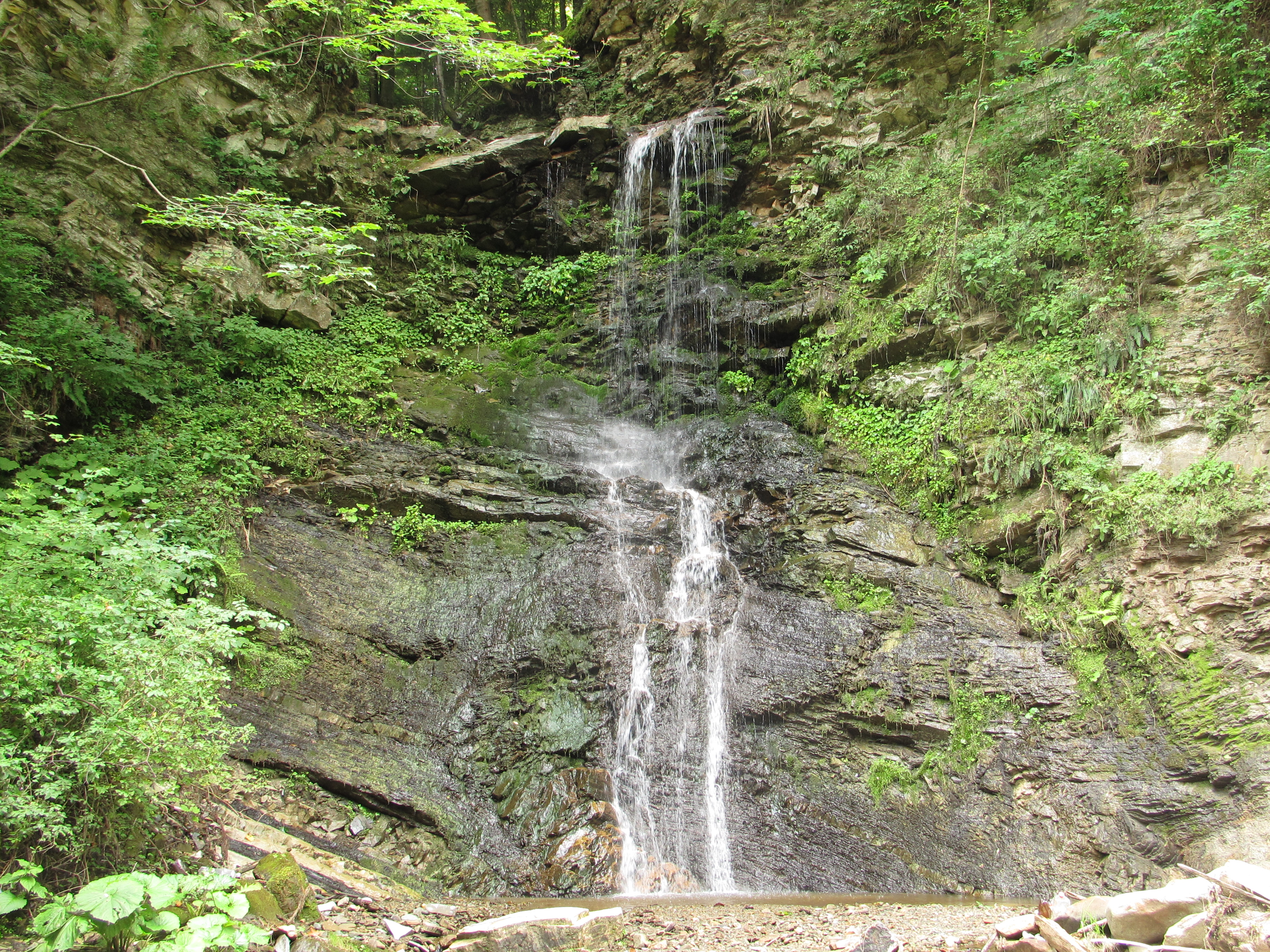
Водоспад влітку
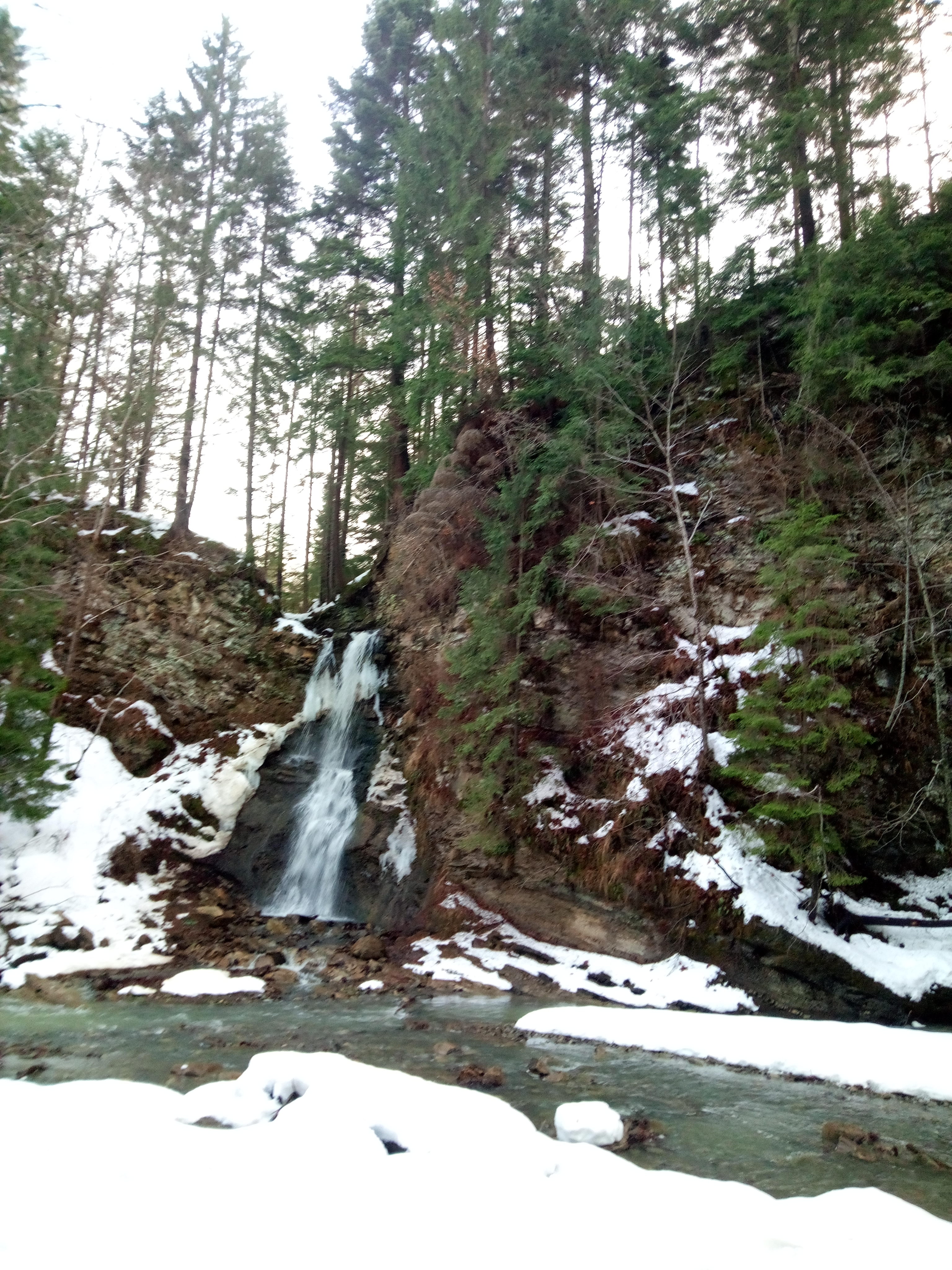
Водоспад здалеку
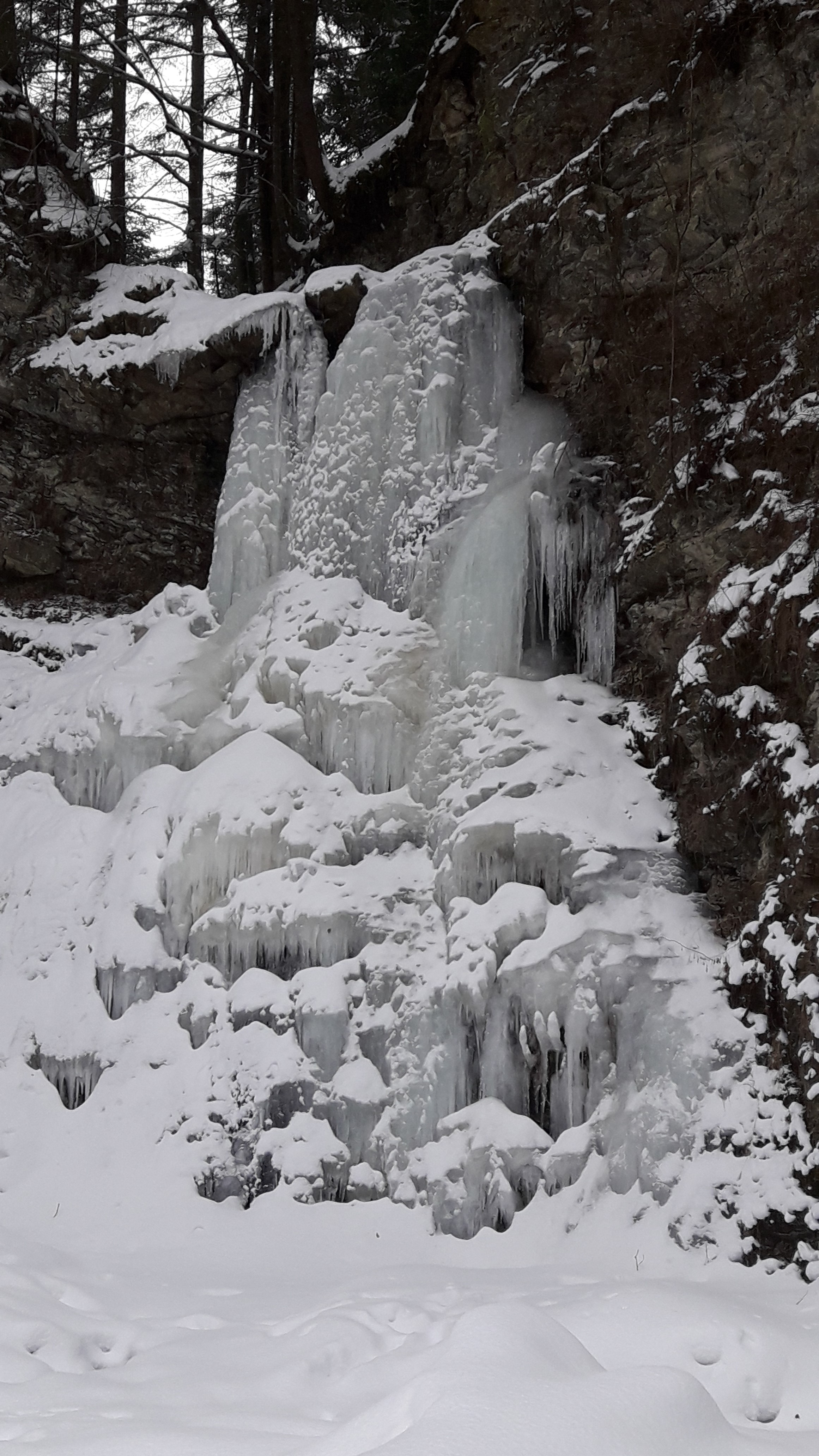
Водоспад взимку
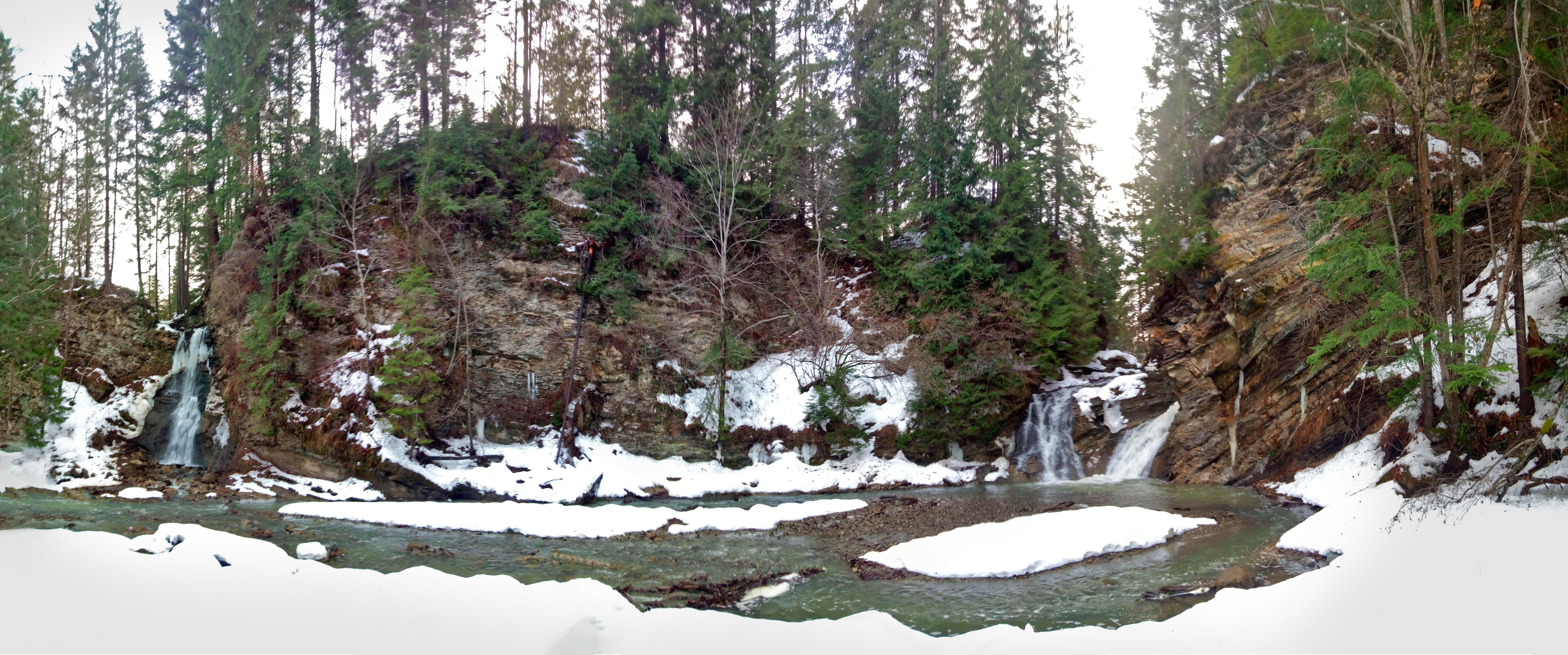
Шепітський та Шепітсько-Брустурський Гуки
- Відео водоспаду